# Cotoneaster coriaceus
Cotoneaster coriaceus es una especie de arbusto perteneciente a la familia de las rosáceas. Es originaria de Yunnan en China. 

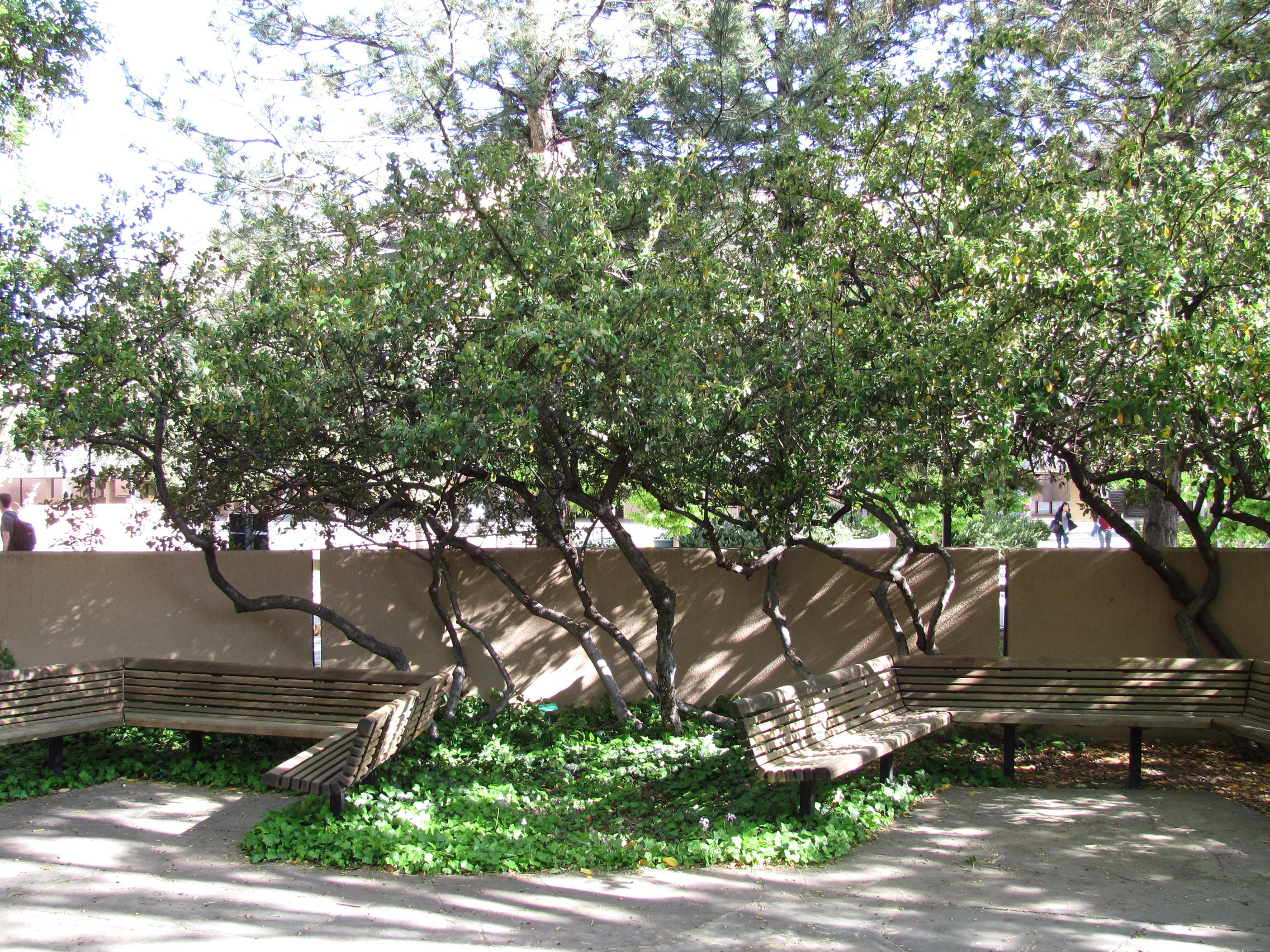
Detalle de la planta

## Descripción
Se trata de un árbol de hoja perenne o arbusto que alcanza un tamaño de hasta 4 metros de alto y ancho. Los racimos de flores blancas son seguidos por masas de pequeños frutos globosos, de color rojo ( pomos ) en otoño.
Puede cultivarse como un seto. Se ha ganado el Premio al Mérito Garden de la Royal Horticultural Society.

## Taxonomía
Cotoneaster coriaceus fue descrita por Adrien René Franchet y publicado en Plantae Delavayanae 222–223. 1890.
Etimología
Cotoneaster: nombre genérico que deriva de cotone, un antiguo nombre latino para el membrillo, y el sufijo -aster = 'parecido a'. 
coriaceus: epíteto latino que significa "coriáceo".
Sinonimia
- Cotoneaster lacteus W.W. Sm.
- Cotoneaster oligocarpus C.K. Schneid.
- Cotoneaster smithii G. Klotz[5]